# Семёновка (Советский район)
 Семёновка  — опустевшая деревня в Советском районе Республики Марий Эл. Входит в состав Михайловского сельского поселения.

## Географическое положение
Находится в центральной части республики Марий Эл на расстоянии приблизительно 12 км по прямой на юго-запад от районного центра посёлка Советский.

## История
Была известна с 1921 года как починок Ронгинской волости с населением 159 человек. В 1930 году здесь в 34 хозяйствах жили 173 человека (мари). Работал колхоз имени Калинина. После войны деревня не получила большого развития, в 1956 году здесь было 32 дома с населением 137 человек, через двадцать лет осталась только половина дворов и населения. В 1980 году оставалось 17 жилых домов, проживали 46 человек. В 1998 году ещё оставалось 1 хозяйство. Ныне имеет характер урочища.

## Население
Население не было учтено как в 2002 году, так и в 2010.